# 꿩고비
꿩고비(학명: Osmundastrum cinnamomeum)는 고비과에 속하는 여러해살이 양치식물이자 꿩고비속의 유일종으로, 고비와는 달리 고비속에 속하지 않는다. 아메리카 대륙과 아시아 대륙에 분포하며 습지에서 빽빽하게 잘 자란다. 식용할 수 있으며 보통 새싹을 잘라서 먹는다.